# 迈克尔·奥卡拉汉
迈克尔·奥卡拉汉（英語：Michael O'Callaghan，？—），新西兰男子田径运动员。他曾代表新西兰参加1984年夏季残疾人奥林匹克运动会田径比赛，获得男子1500米A6级和男子5000米A6级银牌。